# Panfila (figlia di Platea)
Nella mitologia greca Panfila (in greco antico: Παμφίλη) era la figlia di Apollo e Platea, una donna dell'isola di Coo.

## Il mito
Secondo Aristotele, Panfila fu la prima a tessere la seta, mentre stando a Plinio il Vecchio Panfila scoprì la tecnica della tessitura con la conocchia, ossia in modo simile a un ragno che tesse la sua tela, e che a lei andrebbe quindi la gloria di questa scoperta.
Per questo suo mitico ruolo nella nascita della tessitura, Boccaccio la ricorda nel suo De mulieribus claris.